# Węgielnica (wzgórze)
Węgielnica – wzgórze o wysokości 257 m n.p.m. Znajduje się na Garbie Tenczyńskim w  miejscowości Okleśna w województwie małopolskim.